# Nkunare
Nkunare var i mytologin hos Chagafolket i östra Afrika den äldre av två bröder som besteg berget Kilimanjaro.
Nkunare lyckades sämre i livet än sin bror efter att ha förolämpat en grupp kortväxta människor genom att behandla dem som barn.